# 朴商黙
朴 商黙（パク・サンムク、朝鮮語: 박상묵/朴商默、1917年11月9日 - 1983年7月28日）は、大韓民国のジャーナリスト、政治家。第5代韓国国会議員。

## 経歴
日本統治時代の京畿道華城郡（現・華城市）出身。京城徽文高等普通学校、中央大学法学部卒。京城新聞・国都新聞・自由新聞・大公新聞記者、自由新報編集部次長、商工日報・産業経済新聞編集部長など20年間マスコミ業界で活動したのち政界に進出し、民主党華城郡党委員長、無所属の第5代国会議員、国会国防委員を務めた。
1983年7月28日、ソウル市麻浦区の自宅で肺癌により死去。享年67または68。